# Edmund Reński
Edmund Reński ps. Mielęcki, Leon (ur. 21 października 1912 w Ostrowcu Świętokrzyskim, zm. 5 marca 1993 w Warszawie) – polski geodeta i kartograf, członek ruchu oporu podczas II wojny światowej.

## Życiorys
Absolwent ostrowieckiego gimnazjum męskiego (1931), w którym jako podharcmistrz prowadził drużynę harcerską. Podjął studia na Politechnice Warszawskiej, którą ukończył w 1938 roku z dyplomem inżyniera geodety. Z uwagi na stan zdrowia (choroby płuc) został zwolniony ze służby wojskowej. Po zakończeniu studiów podjął pracę w Wojskowym Instytucie Geograficznym jaki pracownik cywilny.
Po kampanii wrześniowej powrócił do Ostrowca, gdzie pracował jako mierniczy. Zaangażował się również w działalność konspiracyjnej Organizacji Niepodległościowo-Socjalistycznej "Wolność", która w 1941 roku została włączona w struktury PPS-WRN. Wówczas został przewodniczącym Okręgowego Komitetu WRN w Ostrowcu Świętokrzyskim, natomiast w 1943 roku powierzono mu obowiązki delegata Rządu Rzeczypospolitej Polskiej na uchodźstwie na powiat opatowski. Podczas wojny ukrywał na terenie Ostrowca małżeństwo aktorskie: Dobiesława Damięckiego i Irenę Górską-Damięcką, poszukiwanych po zabójstwie Igo Syma (1941).
Po zakończeniu wojny nie ujawnił swojej konspiracyjnej przeszłości, nie przystąpił również do powojennej PPS. Podjął pracę w Warszawie: najpierw w Głównym Urzędzie Planowania Przestrzennego, a następnie w Ministerstwie Budownictwa jako starszy radca oraz członek komitetu ds. urbanistyki i architektury. Od 1959 roku pracował w warszawskim magistracie, najpierw w Wydziale Architektury, Nadzoru Budowlanego i Geodezji, a od 1970 roku jako kierownik Biura Urządzeń Rolnych w Wydziale Rolnictwa i Leśnictwa Miasta Stołecznego Warszawy. Był autorem map oraz publikacji z dziedziny geodezji i kartografii oraz opracowań związanych z historią Polskiej Partii Socjalistycznej. Po przejściu na emeryturę w 1978 roku wspierał środowiska NSZZ „Solidarność”.
Po śmierci został pochowany na cmentarzu Powązkowskim w Warszawie (kwatera 115, rząd 4, miejsce 25).

### Odznaczenia
Za swe zasługi został odznaczony Krzyżem Kawalerskim Orderu Odrodzenia Polski, Krzyżem Armii Krajowej oraz Medalem 10-lecia Polski Ludowej (1955).

### Publikacje
- Charakterystyka map oraz ich wykorzystanie do planów zagospodarowania przestrzennego (1963)
- Prawoznawstwo i ustawodawstwo geodezyjne (1978) z Władysławem Kulczyckim,
- Skradzione sztandary PPS (1989)

## Rodzina
Edmund Reński był najmłodszym z siedmiorga dzieci Teofila Reńskiego i Marii z domu Philippart (z pochodzenia Belgijki). Miał pięć sióstr: Iwonę (zmarłą w niemowlęctwie), Sabinę, Natalię, Marię i Eugenię oraz brata Józefa - architekta i urbanistę. Był żonaty z Jadwigą z domu Lewicką, z którego to małżeństwa urodziła się dwójka dzieci: Anna i Andrzej.